# Cemus pulchella
Cemus pulchella är en insektsart som först beskrevs av William Lucas Distant 1912.  Cemus pulchella ingår i släktet Cemus och familjen sporrstritar. Inga underarter finns listade i Catalogue of Life.